# Fettsyrasyntas
Fettsyrasyntas (FAS) är ett enzym/enzymkomplex som katalyserar nybildning av fett (de novo-lipogenes) främst genom att katalysera syntesen av palmitinsyra (16:0). FAS kontrollerar bildning av fettvävnad (adipogenes), lagring av energi som fett i levern, utsöndring av fett från levern i form av VLDL, samt katabolism av fett i levern via produktion av en ligand för den nukleära receptorn PPAR alfa. FAS tros spela en roll i uppkomsten och utvecklingen av metabola sjukdomar såsom fetma, typ II-diabetes och metabolt syndrom. FAS undersöks även som en möjlig onkogen.

## Typ I och typ II
FAS delas in i två kategorier, typ I och typ II, beroende på deras struktur. Typ I-FAS består av ett multifunktionellt enzym medan typ II-FAS består av flera, monofunktionella subenheter som samlas i ett enzymkomplex. Typ I-FAS är vanligt förekommande hos däggdjur, svampar och den så kallade CMN-gruppen (Corynebakterier, Mykobakterier och Nocardia), en grupp bakteriefamiljer vars medlemmar ofta är sjukdomsalstrande. Typ II-FAS förekommer mer frekvent hos växter, arkéer och bakterier. Även om det finns strukturella skillnader i de olika FAS-kategorierna så är deras funktion i huvudsak densamma.

## Plastidialt fettsyrasyntas
Till skillnad från många andra organismer sker de-novo fettsyrasyntes i växtcellens plastider där plastidialt fettsyrasyntas (pFAS) katalyserar syntesen av palmitinsyra (16:0) och stearinsyra (18:0) av acetyl-CoA och malonyl-ACP. 

### Syntes av palmitinsyra (C16:0)

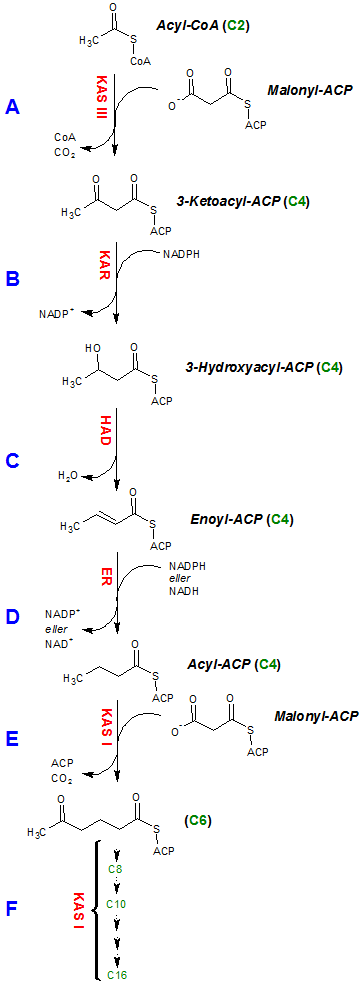
Syntes av fettsyror upp till 16:0 av Backtravens fettsyrasyntas (FAS).

Hos Backtrav (Arabidopsis thaliana) består FAS av ett typ II-FAS med flera monofunktionella subenheter. Nedan redogörs för den process som finns beskriven för Backtravens FAS, det är dock troligt att funktionen är mycket snarlik hos andra FAS av samma typ hos andra växter. Centrala subenheter hos Backtravens pFAS är de tre olika isoformerna av Ketoacyl-acp-syntaset (KAS) som har specifika roller i de-novo syntesen av fettsyror där KAS III katalyserar syntesen av fettsyror upp till sex kol, KAS II katalyserar syntesen av fettsyror med 16-18 kol och KAS III är involverad i syntesen av fettsyror med 6-16 kol. För mer om KAS II, se avsnittet om syntes av stearinsyra.
1. I det första steget (A) spjälkas karboxylgruppen av från malonyl-ACP och lämnar enzymkomplexet i from av koldioxid. Därefter överförs acylgruppen från acyl-koenzym A (acyl-CoA) till malonyl-acylbärarprotein (malenyl-ACP) via en kondensationsreaktion varpå 3-Ketoacyl-ACP bildas. Denna reaktion katalyseras av subenheten Ketoacyl-ACP-syntas, isoform 3 (KAS III) och slutprodukten består av fyra kol (C4).
2. I nästa steg (B) reduceras ketongruppen på det tredje kolet i den påbörjade kolkedjan till en hydroxigrupp. Denna reaktion katalyseras av subenheten 3-ketoacyl-ACP-reduktas (KAR) och kofaktorn NADPH som oxideras till NADP+ varpå 3-Hydroxyacyl-ACP bildas.
3. I det tredje steget (C) dehydreras 3-ketongruppen av hydroxyacyldehydrogenas (HAD) för att bilda en 2,3-dubbelbindning.
4. Som ett fjärde steg (D) reduceras molekylen ytterligare av eoylreduktas med hjälp av NADPH eller NADH som kofaktor för att bilda acyl-CoA som består av sex kol (C6).
5. En ny malonyl-ACP (E) aktiveras av subenheten Ketoacyl-ACP-syntas, isoform 1 (KAS I) genom att dess karboxylgrupp spjälkas av och acylgruppen överförs till acyl-CoA varpå kolkedjan förlängs till åtta kol (C8). Observera att KAS III enbart katalyserar det första steget, upp till C6. I de påföljande stegen katalyseras reaktionen av KAS I.
6. Steg A-D utgör första steget i FAS-cirkeln varpå steg B-E utgör de påföljande tills att fettsyran har nått en längd på 16 kol (C16) (F).

Reaktionen kan sammanfattas med formeln:
Acetyl-CoA + 7 malonyl-CoA + 14 NADPH +14 H+ {\displaystyle \Rightarrow } Palmitinsyra + 7 CO2 + 8 CoA + 14 NADP+ + 6H2O